# Красинский, Анатолий Викторович
Анатолий Викторович Красинский (бел. Анатоль Віктаравіч Красінскі; род. 25 ноября 1930, Круглое, Оршанский округ) — белорусский киновед. Доктор искусствоведения (1985).

## Биография
В 1955 году окончил Всесоюзный государственный институт кинематографии. С 1955 года работал на киностудии «Беларусьфильм». С 1960 года — в Институте искусствоведения, этнографии и фольклора АН БССР. С 1970 года — заведующий сектором кино и телевидения. Выступает в печати по вопросам киноискусства с 1952 года. В 1990-х годах был председателем Белорусского союза кинематографистов.
Исследует проблемы современного кинопроцесса и историю белорусского кино.